# Liv Racing/Saison 2021
Diese Liste beschreibt den Kader und die Siege des Radsportteams Liv Racing in der Saison 2021.

## Kader
| Teamkader 2021          | Teamkader 2021     | Teamkader 2021 | Teamkader 2021                     |
| Name                    | Geburtsdatum       | Land           | Vorheriges Team                    |
| ----------------------- | ------------------ | -------------- | ---------------------------------- |
| Sofia Bertizzolo        | 21. August 1997    | Italien        | Virtu Cycling Women (2019)         |
| Valerie Demey           | 17. Januar 1994    | Belgien        | Lotto Soudal Ladies (2018)         |
| Alison Jackson          | 14. Dezember 1988  | Kanada         | Sunweb (2020)                      |
| Marta Jaskulska         | 25. März 2000      | Polen          |                                    |
| Lotte Kopecky           | 10. November 1995  | Belgien        | Lotto Soudal Ladies (2020)         |
| Jeanne Korevaar         | 24. September 1996 | Niederlande    | Jan van Arckel (2015)              |
| Evy Kuijpers            | 15. Februar 1995   | Niederlande    | Jan van Arckel (2018)              |
| Soraya Paladin          | 4. Mai 1993        | Italien        | Alé Cipollini (2019)               |
| Pauliena Rooijakkers    | 12. Mai 1993       | Niederlande    | Parkhotel Valkenburg-Destil (2017) |
| Sabrina Stultiens       | 8. Juli 1993       | Niederlande    | Sunweb (2017)                      |
|                         |                    |                |                                    |
| Quelle: ProCyclingStats |                    |                |                                    |

## Siege
| Siege    | Siege                                                  | Siege       | Siege  | Siege            | Siege |
| Datum    | Rennen                                                 | Staat       | Klasse | Siegerin         |       |
| -------- | ------------------------------------------------------ | ----------- | ------ | ---------------- | ----- |
| 2. Mär.  | Le Samyn des Dames                                     | Belgien     | 1.1    | Lotte Kopecky    |       |
| 16. Jun. | Belgische Meisterschaften, Einzelzeitfahren der Frauen | Belgien     | CN     | Lotte Kopecky    |       |
| 20. Jun. | Belgische Meisterschaften, Straßenrennen der Frauen    | Belgien     | CN     | Lotte Kopecky    |       |
| 25. Jun. | Belgium Tour, 3. Etappe                                | Belgien     | 2.1    | Lotte Kopecky    |       |
| 25. Jun. | Belgium Tour, Gesamtwertung                            | Belgien     | 2.1    | Lotte Kopecky    |       |
| 25. Aug. | Simac Ladies Tour, 1. Etappe                           | Niederlande | 2.WWT  | Alison Jackson   |       |
| 5. Sep.  | Madrid Challenge by La Vuelta, 4. Etappe               | Spanien     | 2.WWT  | Lotte Kopecky    |       |
| 10. Sep. | Canada National Road Cycling Championships - Women ITT | Kanada      | CN     | Alison Jackson   |       |
| 12. Sep. | Kanadische Meisterschaften, Straßenrennen der Frauen   | Kanada      | CN     | Alison Jackson   |       |
| 17. Sep. | Tour de la Semois, 1. Etappe                           | Belgien     | 2.2    | Lotte Kopecky    |       |
| 15. Okt. | La Classique Morbihan                                  | Frankreich  | 1.1    | Sofia Bertizzolo |       |